# Session (Konferenz)
Als Session werden fachbezogene Sitzungsperioden oder Vortragsreihen bei wissenschaftlichen Konferenzen sowie Diskussionsrunden bei bestimmten Konferenzformaten von sogenannten „Unkonferenzen“ bezeichnet. Das aus dem Lateinischen stammende (lateinisch sessio, Sitzung, von sedere, sitzen) und im Englischen übliche Wort wird dabei in englischer Aussprache verwendet.
Bei wissenschaftlichen Konferenzen bestehen Sessions in der Regel aus Fachvorträgen (oral session) oder Posterpräsentationen (poster session). Bei großen Konferenzen finden oft mehrere Sessions gleichzeitig statt (parallel sessions).  Die Sitzungsabschnitte einer Session oder auch von mehreren aufeinanderfolgenden Sessions werden meist durch Mittags- oder Kaffeepause begrenzt, damit die Teilnehmer Gelegenheit zum weiteren Austausch haben.
Bei verschiedenen Formaten von Unkonferenzen, wie zum Beispiel beim BarCamp oder EduCamp, werden die von den Teilnehmern vor Ort, teils auch vorher, selbst vorgeschlagenen und erst während der Tagung gemeinsam ausgewählten Themen in meist gleichzeitig stattfindenden Sessions präsentiert und diskutiert. Im Unterschied zu wissenschaftlichen Konferenzen finden Themen- und Referentenfestlegungen somit erst vor Ort statt. Die ausgewählten Themen und die jeweiligen Referenten werden dabei in einem Sessionsplan (Grid) festgehalten.